# 줄 (리듬 체조)

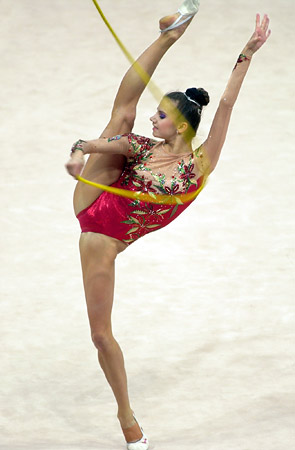
줄을 연기하는 율리아 라스키나

줄(Rope)은 리듬 체조의 종목이자 그 종목에서 사용되는 줄을 의미한다.
이 줄은 가볍고 유연함의 특성을 유지하는 대마 또는 합성 재료로 만들어질 수 있다. 길이는 체조 선수의 크기에 비례한다. 로프는 발로 잡고 있을 때 선수의 양쪽 겨드랑이에 닿아야 한다. 각 끝에 있는 하나 또는 두 개의 매듭은 루틴을 수행하는 동안 로프를 고정하기 위한 것이다. 끝 부분(로프의 다른 모든 부분 제외)에서 미끄럼 방지 재료(유색 또는 중성)는 최대 10cm(3.94인치)를 덮을 수 있다. 로프는 전체 또는 부분적으로 색상이 지정되어야 한다. 두께가 로프와 동일한 재료인 경우 직경이 균일하거나 중앙이 점진적으로 두꺼워질 수 있다.
로프 루틴의 기본 요구 사항에는 도약(leap)과 건너 뛰기(skipping)가 포함된다. 다른 요소로는 스윙, 던지기, 원, 회전 및 8자 모양이 있다.